# Маркізет
Маркізе́т (фр. marquisette) — легка, тонка, прозора бавовняна або шовкова тканина полотняного переплетення, що виробляється з дуже тонкої крученої пряжі.
Маркізет випускається головним чином набивним (з малюнком), рідше білим, гладкофарбованим. Бавовняний маркізет при обробці мерсеризує, завдяки чому набуває шовковистості і блиску.
З маркізету шиють літні сукні, блузи, жіночу білизну.